# Cambarus spicatus
Cambarus spicatus е вид ракообразно от семейство Cambaridae.

## Разпространение и местообитание
Видът е разпространен в САЩ (Северна Каролина и Южна Каролина).
Обитава пясъчните дъна на сладководни басейни, реки и потоци.